# Gastrotheca stictopleura
Gastrotheca stictopleura är en groddjursart som beskrevs av Duellman, Lehr och Aguilar 200. Gastrotheca stictopleura ingår i släktet Gastrotheca och familjen Hemiphractidae. IUCN kategoriserar arten globalt som starkt hotad. Inga underarter finns listade i Catalogue of Life.